# Eberhard Mohnicke
Eberhardt Mohnicke (ur. 12 grudnia 1898, zm. 14 października 1930) – niemiecki as myśliwski z czasów I wojny światowej z 9 potwierdzonymi zwycięstwami powietrznymi. Trzykrotny dowódca Jagdstaffel 11.
Jeden z asów Jasta 11. Do jednostki przybył z Jagdgeschwader II 30 kwietnia 1917 roku z jednym potwierdzonym zwycięstwem powietrznym na koncie. Do końca 1917 roku zestrzelił siedem samolotów. Trzykrotnie pełnił obowiązki dowódcy eskadry. Najdłużej ponad 2 miesiące od 2 maja do 19 lipca 1918. 
Eberhardt Mohnicke jako godła osobistego używał swastyki.
Zginął 14 października 1930 roku w wypadku lotniczym.